# Makiza
Makiza è stato un gruppo musicale hip hop cileno attivo dal 1997 al 2006 quando la loro cantante Anita Tijoux ha lasciato la band per intraprendere la carriera solista.

## Storia
Il gruppo è stato formato nel 1997 da Zatourno Ana Tijoux, Seo2, Cenzi, e DJ Squat.
I Makiza hanno pubblicato nel 1998 il primo cd, "Vida Salvaje", con grande successo, anche se era una produzione indipendente.
Nel 1999, hanno pubblicato "Aerolineas Makiza" una produzione Sony Music Entertainment, che seguiva il rap cileno dopo "Tiro de Gracia", un bestseller di un gruppo rap cileno. L'album dei Makiza incluse nuove canzoni come "Vida Salvaje", con due nuove canzoni, una delle quali era il singolo di successo "La Rosa de los Vientos". Questo album ha posto i Makiza al top del mercato hip-hop latino-americana, come il loro stile è stato molto più evoluto rispetto agli altri gruppi al momento. Lo stile di produzione somigliava infatti al suono della metropolitana di New York, ispirata ai Tongues. Questo ha aiutato il gruppo a ricevere un consenso sempre più ampio. Nel 2000, Makiza hanno inciso la canzone popolare "tontos Somos, non Pesados" di Los Tres. Alla fine del 2000, i membri del Makiza si sono separati per il desiderio dei suoi membri di lavorare su progetti personali prima del loro tour attraverso i paesi limitrofi.
Nel 2004, i Makiza sono tornati insieme e hanno annunciato un tour per promuovere la riedizione di Vida Salvaje, che è stato rimasterizzato e in formato CD. Tijoux e Seo2, i membri solo musicalmente attivi rimanenti del gruppo, ha deciso di riunire la band e lavorare su nuovo materiale. Il gruppo ha pubblicato il suo terzo album nel 2005, "Casino Royale", sotto l'etichetta indipendente Record Bizarre. L'album ha coinvolto vari produttori, piuttosto che un produttore come album precedenti pubblicati, e ha coinvolto anche Sonido Ácido. 
Nel 2006 il gruppo si sciolse definitivamente a causa di differenza di vedute circa la produzione e la direzione musicale.

## Discografia
- Vida Salvaje (1998, rimasterizzato nel 2004)
- Aerolíneas Makiza (1999)
- Casino Royal (2005)